# Óbidos (Pará)
Óbidos é um município brasileiro do estado do Pará, no norte brasileiro, a uma latitude 01º55'03" sul e longitude 55º31'05" oeste.
A cidade foi erguida na margem esquerda do Rio Amazonas, distante 1.100 quilômetros de Belém por via fluvial, em um trecho onde as margens daquele rio tornam-se mais estreitas e o seu canal mais profundo, formando, como se diz na região, a "garganta do rio Amazonas", ou a "fivela do rio", como preferem outros. Nesse ponto a largura do rio é de cerca de 1.890 metros em seu leito normal. Tem origem num forte erguido em 1697, tendo o município sido criado em 1755, em homenagem à vila portuguesa de mesmo nome.
A base da economia local foi no passado o que convencionou-se chamar de drogas do sertão, a fibra da juta, o cacau, a madeira, a castanha do Pará e a pesca, hoje, somando-se aos dois últimos que ainda persistem, tornou-se preponderante a pecuária, e a agricultura de subsistência ligada a produção de farinha de mandioca.
A cidade está equipada com um porto fluvial que permite a atracação de navios de porte regional, que podem transportar passageiros e cargas fazendo também oscoamento da produção da região. No campo das artes, Óbidos é a cidade onde nasceram Inglês de Sousa, jurista, contista e romancista e o cofundador da Academia Brasileira de Letras, José Veríssimo, historiador e romancista.

## História
Nas primeiras explorações do rio Amazonas, os portugueses observaram o estreitamento do rio naquela passagem e, conforme as ideias militares de então, reconheceram a necessidade de fortificar o ponto.
Foi no entanto o capitão-general do Grão-Pará Antônio de Albuquerque Coelho de Carvalho que enquanto subia o rio Amazonas, em 12 de dezembro 1697, verificou a necessidade de construir naquela passagem estreita um posto fortificado. Assim, determinou a Manuel da Mota e Siqueira, que abandonasse o projeto de construir um forte no Araqui e fosse edificá-lo acima do rio Tapajós, onde hoje localiza-se a cidade de Óbidos:
| “ | [...] está obrigado a fazer o superintendente Manoel da Motta no Araqui vos parecer melhor a vá fabricar em outra paragem acima dos Tapuyas no Rio das Amazonas da parte do norte aonde estreita de qualidade que qualquer peça alcança a outra parte e que assim lhe determináveis ordenar. | ” |
| — Antônio de Albuquerque Coelho de Carvalho, em carta de 12 de dezembro 1697 ao rei Pedro II de Portugal. | |   |

A construção do forte possivelmente iniciou-se no ano seguinte, visto que, em resposta de um relatório enviado por Albuquerque de Carvalho, em 27 de julho de 1698, o rei Pedro II lhe agradece pelo empenho na edificações das fortalezas ao longo do rio Amazonas (conforme Carta Régia de 9 de dezembro de 1698), citando nominalmente a do "Lugar Estreito" (nome inicial de Óbidos).
A Missão dos Pauxis, encabeçada pelos jesuítas, foi iniciada no princípio do século XVIII, não no Forte do Lugar Estreito, porém numa área mais próxima da foz do rio Trombetas. Somente anos mais tarde é que os religiosos moveram a missão para o Lugar Estreito, que então ficou conhecido como Forte de Santo Antônio dos Pauxis de Óbidos.

### Formação administrativa
Elevado à categoria de vila com a denominação de Óbidos por Carta Régia do rei José I de Portugal, de 26 de junho de 1755, e; em 25 de março de 1758, por decreto do capitão-general do Grão-Pará Francisco Xavier de Mendonça Furtado, ratificando o ato. A sede ficou estabelecida no Forte e Missão dos Pauxis, agora com o nome de Óbidos.
Em 1822 foi criada a primeira instituição de ensino da localidade, o Liceu de Óbidos, que na virada do século XX recebeu o nome de Grupo Escolar José Veríssimo, e; na década de 2000 foi transformada em Escola Municipal de Ensino Infantil e Fundamental José Veríssimo.
Somente foi elevada à condição de cidade, com a denominação de Óbidos, pela lei provincial n.º 252, de 2 de outubro de 1854, assinada pelo presidente do Grão-Pará Sebastião do Rego Barros.

### Segunda metade do século XIX

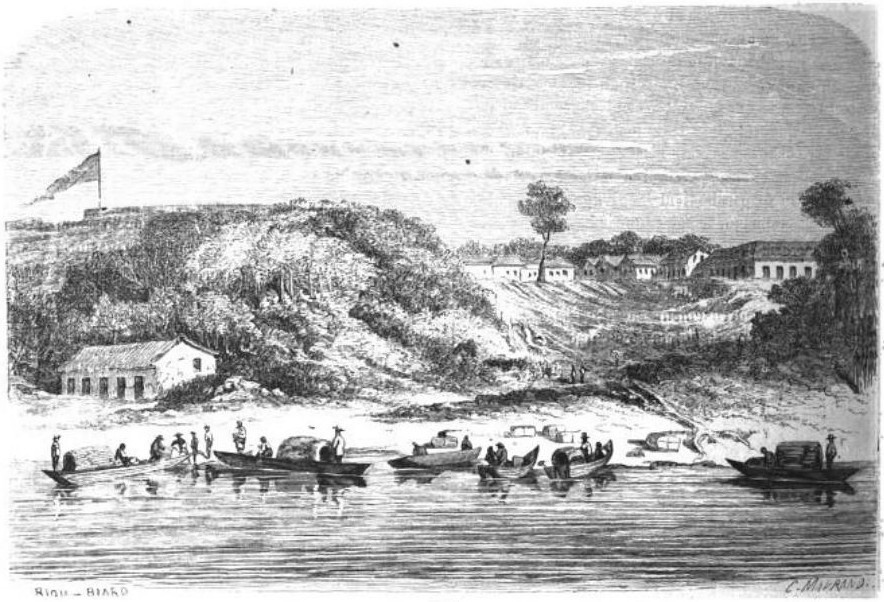
Aspecto de Óbidos, em 1861. Foi registrada para a obra Le Tour du Monde pelo ilustrador francês Édouard Riou.

Em 1848 o bispo do Pará, dom José Afonso de Morais Torres ordena a criação na cidade do Seminário São Luiz Gonzaga (atual Escola Municipal São Francisco), cujo sustento recebeu ajuda popular e uma contribuição da Fazenda Provincial.
Em 24 de janeiro de 1854, através de um "Aviso Reservado", o governo imperial autoriza a reconstrução da Fortaleza de Pauxis, com um novo projeto de construção apresentado pelo major Marcos Pereira Salles; esta reconstrução vinha a calhar com o interesse do governo manifestado em 17 de julho de 1854, quando é instalado destacamento "Colônia Militar de Óbidos", que servia como posto de controle alfandegário, posto de vigilância e recinto penal.
Em 1854 é criado o "Gabinete de Leitura Obidense", considerada a primeira Biblioteca Pública de Óbidos, que possuía um acervo de 1.300 livros. Outra instituição importante surgida no na segunda metade do seculo XIX foi o Teatro Bom Jesus, inaugurado em 21 de junho de 1873, construído as expensas da população local. Seus trabalhos eram liderados pelo juiz da comarca local Cassimiro Borges Godinho de Assis, que também era músico flautista e teatrólogo, além de escrever suas próprias peças, entre elas "O Filho do Lavrador" e o "Jangadeiro de Recife", entre outras.
A segunda metade do século XIX é marcada pela expansão da economia da borracha no vale amazônico. Nisto, numa preocupação em defender a navegação entre Belém e Manaus, o Império do Brasil decidiu por construir em Óbidos o Forte Gurjão, uma estrutura defensiva dotada de canhões crupe, de fabricação alemã, com alcance de dez mil metros e movimentação vertical e direcional. Estava localizado fora dos limites urbanos (na Serra da Escama), possuíndo um quartel, residência para os oficiais e uma unidade militar com oficiais de alta patente e um efetivo de mais de 200 homens. O período da economia gomífera permitiu também que Óbidos recebesse infraestrutura de energia elétrica, obtida pelo funcionamento de caldera a vapor, além de água encanada e projeto urbanístico-arquitetônico que previa banheiros internos residenciais. Construiu-se também um reservatório de água ao lado das residências dos oficiais. Óbidos foi a primeira cidade interiorana da Amazônia a dispor de luz elétrica e água encanada.

### Primeira metade do século XX
Em 1924, no contexto do movimento tenentista da Comuna de Manaus, o tenente Joaquim de Magalhães Barata ocupou militarmente Óbidos, tendo a seu comando uma tropa sublevada do exército que partiu de Manaus com a missão de ocupar Belém. Sem confronto, o movimento ofereceu rendição em Óbidos e Barata foi preso.
Uma nova rebelião irrompeu em Óbidos no contexto da Revolução Constitucionalista de 1932 sob comando de Athenógenes Pompa de Oliveira. Tomaram a sede do 4º Grupo de Artilharia de Costa, o Forte Gurjão, sendo a primeira manifestação efetiva de apoio à causa constitucionalista no norte do Brasil, após 50 dias de combate efetivo no centro sul nacional. Com a ameaça de retomada da fortificação aquartelada, os rebelados tentaram recuada pelo rio e deu-se o único combate naval dos 64 registrados durante a Revolução Constitucionalista, a "batalha de Itacoatiara". A batalha foi vencida pelas tropas govenamentais, lideradas pelo então interventor Barata.

### Segunda metade do século XX
A partir do ano de 1969, Óbidos é incluída nas disposições como Área de Segurança Nacional, com o território municipal sendo administrado diretamente sob órdens federais. Durante a ditadura militar brasileira o território obidense foi ligado por via rodoviária com a abertura da BR-163.
Na madrugada do dia 19 de setembro de 1981 ocorreu a maior tragédia fluvial da bacia do rio Amazonas, quando 340 passageiros do barco Sobral Santos II morreram num trágico naufrágio. O navio, que fazia o itinerário Santarém/PA - Manaus/AM, saiu com sobrecarga de Santarém, com cerca de 530 passageiros e 200 toneladas de carga; porém constavam apenas 430 nomes no registro de tripulação. Além disso, segundo os sobreviventes cerca de outros 100 tripulantes embarcaram de dois outros barcos no trajeto. Às 3 da manhã da data do naufrágio, o barco atracava no porto de Óbidos. No desembarque, uma das cordas que prendiam o barco arrebentou e ele começou a inclinar. O pânico dos passageiros em direção à saída desestabilizou o peso da embarcação, que fez com que as cargas soltassem e prendessem os passageiros — os que não ficaram presos se atiraram ao rio. O navio naufragou em menos de 10 minutos, sendo que apenas 178 pessoas conseguiram ser socorridas com vida; no cômputo, oficialmente 12 corpos nunca foram localizados, muito embora haja possibilidade deste número ser de mais de 120 pessoas, visto o ataque de piranhas aos corpos e a correnteza ter carregado vítimas para longe da área de buscas.

## Geografia
Localizado a uma latitude 01º55'03" sul e longitude 55º31'05" oeste, estando a uma altitude de 46 metros acima do nível do mar. O município possui 50 317 habitantes distribuídos em 26 825 km² de extensão territorial.
Segundo dados do Instituto Nacional de Meteorologia (INMET), desde 1974 a menor temperatura registrada em Óbidos foi de 19 °C em 1976, nos dias 11 de janeiro e 8 de fevereiro, e a maior atingiu 39 °C em 5 de outubro de 1975. O maior acumulado de precipitação em 24 horas foi de 187,1 milímetros (mm) em 11 de dezembro de 1990. Janeiro de 2000, com 508,1 mm, foi o mês de maior precipitação.
| Dados climatológicos para Óbidos | Dados climatológicos para Óbidos | Dados climatológicos para Óbidos | Dados climatológicos para Óbidos | Dados climatológicos para Óbidos | Dados climatológicos para Óbidos | Dados climatológicos para Óbidos | Dados climatológicos para Óbidos | Dados climatológicos para Óbidos | Dados climatológicos para Óbidos | Dados climatológicos para Óbidos | Dados climatológicos para Óbidos | Dados climatológicos para Óbidos | Dados climatológicos para Óbidos |
| Mês | Jan                              | Fev                              | Mar                              | Abr                              | Mai                              | Jun                              | Jul                              | Ago                              | Set                              | Out                              | Nov                              | Dez                              | Ano                              |
| --- | -------------------------------- | -------------------------------- | -------------------------------- | -------------------------------- | -------------------------------- | -------------------------------- | -------------------------------- | -------------------------------- | -------------------------------- | -------------------------------- | -------------------------------- | -------------------------------- | -------------------------------- |
| Temperatura máxima recorde (°C) | 35,6                             | 35,4                             | 35,2                             | 34                               | 34                               | 33,3                             | 34,1                             | 36,5                             | 38                               | 39                               | 37                               | 36,7                             | 39                               |
| Temperatura máxima média (°C) | 31                               | 30,5                             | 30,4                             | 30,5                             | 30,5                             | 31                               | 31,3                             | 32,3                             | 33                               | 33,3                             | 32,8                             | 32,2                             | 31,6                             |
| Temperatura média compensada (°C)                                                                                                   | 26,5                             | 26,5                             | 26,1                             | 26,2                             | 26,4                             | 26,6                             | 26,7                             | 27,3                             | 27,7                             | 28,2                             | 27,9                             | 27,4                             | 26,9                             |
| Temperatura mínima média (°C) | 23                               | 22,8                             | 22,9                             | 23                               | 23,1                             | 22,9                             | 22,7                             | 23                               | 23,3                             | 23,7                             | 23,7                             | 23,5                             | 23,1                             |
| Temperatura mínima recorde (°C) | 19                               | 19                               | 20                               | 20,1                             | 20                               | 20,1                             | 20                               | 20                               | 20                               | 20                               | 20                               | 20                               | 19                               |
| Precipitação (mm) | 261,7                            | 270,6                            | 322,2                            | 278,7                            | 222,6                            | 103,7                            | 75,7                             | 34,1                             | 41,8                             | 54,5                             | 95,1                             | 151,2                            | 1 911,9                          |
| Dias com precipitação (≥ 1 mm) | 16                               | 17                               | 20                               | 18                               | 15                               | 9                                | 7                                | 4                                | 5                                | 5                                | 7                                | 11                               | 134                              |
| Umidade relativa compensada (%) | 85,5                             | 87,9                             | 88,5                             | 88,6                             | 87,6                             | 85,1                             | 82,8                             | 80                               | 78,4                             | 76,9                             | 78,8                             | 80,9                             | 83,4                             |
| Insolação (h) | 157,7                            | 122                              | 126,9                            | 135,6                            | 166,2                            | 204,4                            | 236,1                            | 250,5                            | 242,4                            | 225,5                            | 189,3                            | 170,4                            | 2 227                            |
| Fonte: Instituto Nacional de Meteorologia (INMET) (normal climatológica de 1981-2010; recordes de temperatura: 01/01/1974-presente) |                                  |                                  |                                  |                                  |                                  |                                  |                                  |                                  |                                  |                                  |                                  |                                  |                                  |

## Infraestrutura

### Transportes
As únicas rodovias que ligam a sede municipal são o braço da BR-163, que estende-se até a cidade de Curuá, e; a PA-254, com quem a BR-163 faz entroncamento para ligar a cidade de Óbidos à cidade de Oriximiná e ao restante dos municípios da Calha Norte. Pelas disposições do plano multimodal federal o norte do território obidense deverá ser cortado pela rodovia federal BR-210.
Existe também o Aeroporto de Óbidos (SNTI), que fica fica ao norte do município a cerca de 5 km do centro da cidade, às margens da BR-163.
Entretanto o principal meio de transporte do município ainda é o fluvial, tanto que a principal facilidade logística é o Porto de Óbidos, de onde movimenta-se a maioria dos passageiros e cargas com destino e partindo de Óbidos.

### Comunicações
O município conta com os trabalhos televisivos das emissoras: Sentinela TV (ex-afiliada à Rede Tupi) afiliada à Rede Bandeirantes, TV Atalaia afiliada à RedeTV e sinal da TV Tapajós afiliada da Rede Globo (com sede em Santarém).

### Educação
O município alberga um dos campus da Universidade Federal do Oeste do Pará, que oferta em período regular a graduação em pedagogia.

## Cultura e lazer
As principais atrações locais são as construções do século XVII, destacando-se o Forte dos Pauxís (1697), restaurado, e a Fortaleza Gurjão, que se encontra em ruínas; também subsistem centenas de construções antigas residenciais e comerciais de arquitetura colonial portuguesa no centro da cidade. Óbidos é conhecida como "a mais portuguesa das cidades do Estado do Pará". Outras atrações são os igarapés de águas cristalinas como Curuçambá e a pesca esportiva no Mamaurú.
O município festeja, no mês de Julho, a sua padroeira Senhora Sant'Ana, ocasião em que são feitas inúmeras apresentações folclóricas como a do boi-bumbá e a da "garcinha" (criação do poeta Saladino de Brito), tendo como ápice das festas o Círio, com a procissão fluvial.
Atualmente Óbidos tem como seu principal evento o carnaval. A festa dura mais de uma semana, e é conhecida como "Carnapauxis"; a cada ano o evento tem crescido, com blocos organizados que saem às ruas com mais de dez mil foliões.